# ニトログアニジン
| ニトログアニジン         | ニトログアニジン      |
| ------------------------ | --------------------- |
| ニトログアニジンの構造式 |                       |
| 分子式                   | CH4N4O2               |
| 分子量                   | 103.08 g/mol          |
| CAS登録番号              | [556-88-7]            |
| 形状                     | 白色結晶              |
| 密度と相                 | 1.715 g/cm3, 固体     |
| 融点                     | 232 ℃                 |
| 発火点                   | 275 ℃                 |
| SMILES                   | NC(=N[N+](=O)[O-])N   |
| 爆薬としての性質         |                       |
| 爆速                     | 8200 m/s, 仮比重 1.7  |
| 爆速                     | 7655 m/s, 仮比重 1.55 |
| 爆速                     | 5460 m/s, 仮比重 1.00 |
| トラウズル値             | 101                   |
| 危険性                   |                       |

ニトログアニジン (nitroguanidine) はグアニジンにニトロ基が置換した化合物である。主に火薬の原料として使われている。また、ニトログアニジン構造を持つ誘導体の総称として用いられる事もある。クロチアニジンなどのニトログアニジン系殺虫剤を指す場合もあるがここではトリプルベース火薬の原料として用いられているニトログアニジンについて記述する。

## 性質
- 外観: 白色の結晶固体でα型（偏平針状）とβ型（板状）の二種類の結晶型がある。通常はα型が安定である。
- EPA発癌性評価: D

同比重のトリニトロトルエンやテトリルよりも高い爆速を示す。
爆発的分解は以下の反応式であらわされる。
{\displaystyle {\ce {H4N4CO2{\it {(s)}}->2H2O{\it {(g)}}+2N2{\it {(g)}}+C{\it {(s)}}}}}

## 歴史
ニトログアニジンは、1877年に L. Jousselin が初めてその合成に成功した。火薬として使用されるようになったのは第二次世界大戦のころからである。

## 互変異性
ニトログアニジンには、ニトロ基が結びついた窒素がイミン窒素になっているニトロイミン構造と、アミン窒素になっているニトロアミン構造の間で互変異性が考えられる。15N NMR 上のカップリング定数の解析などにより、前者のニトロイミン構造が優位であることが確認されている。

## 製造法
カルシウムシアナミドを加水分解してさらに二酸化炭素と水を作用させるとジシアンジアミドになる。これを硝酸アンモニウムと加熱溶媒すると硝酸グアニジンになる。
これに冷却した 95%の濃硫酸を加えて温度が 10 ℃ 以上にならないように冷やしながら攪拌する。硝酸グアニジンの結晶が全て溶けたら氷水に注いで結晶の沈殿が完了するまで冷却し続ける。この沈殿物を濾過し水で洗浄して酸分を取り除く。最後に水で再結晶化させるとニトログアニジンが完成する。